# 소켓 2

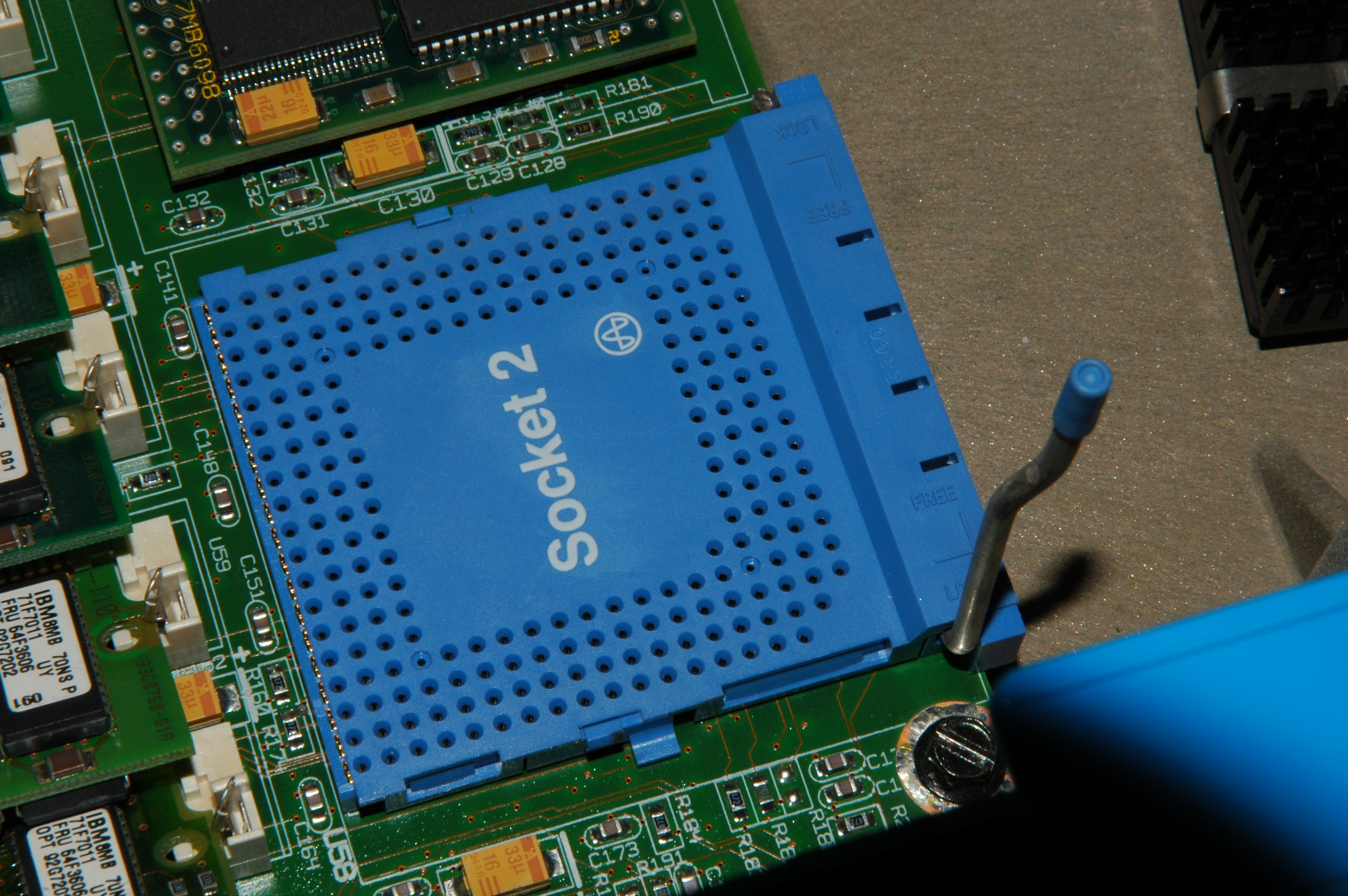
소켓 2

소켓 2(Socket 2)는 다양한 x86 마이크로프로세서가 삽입된 일련의 CPU 소켓 중 하나였다. 펜티엄 오버드라이브 프로세서에 대한 지원이 추가된 업데이트된 소켓 1이었다.
소켓 2는 5V, 25~66MHz 486 SX, 486 DX, 486 DX2, 486 오버드라이브 및 63 또는 83MHz 펜티엄 오버드라이브 프로세서에 적합한 238핀 LIF(낮은 삽입력) 또는 ZIF(제로 삽입력) 19×19핀 그리드 배열(PGA) 소켓이었다.

## 같이 보기
- 인텔 마이크로프로세서 목록